# Аргентина на Летњим олимпијским играма 1908.
Аргентина је после паузе 1904. у Сент Луису   учествовала на Летњим олимпијским играма 1908. у Лондону.  Представљао ју је један такмичар, који је учествовао у такмичењу мушкараца у  уметничком клизању, спорту који је први пут био у програму олимпијских игара. 
Представник Аргентине није освојио ниједну медаљу.

## Резултати

### Уметничко клизање
| Дисциплина           | Такмичар      | Обавезни састав | Обавезни састав | Обавезни састав | Слоборни састав | Слоборни састав | Слоборни састав | Укупно | Укупно | Укупно  | Пласман | Детаљи |
| -------------------- | ------------- | --------------- | --------------- | --------------- | --------------- | --------------- | --------------- | ------ | ------ | ------- | ------- | ------ |
| Дисциплина           | Такмичар      | СП              | ЗМ              | УБ              | СП              | ЗМ              | УБ              | СП     | ЗМ     | УБ      | Пласман | Детаљи |
| Мушкарци појединачно | Орасио Тороме | 3•7+            | 39              | 703,5           | 4•6+            | 29,5            | 441             | 3•6+   | 31     | 1.144,5 | 7       |        |